# Кентен (кантон)
Кенте́н (фр. Quintin) — упраздненный кантон во Франции, в регионе Бретань, департамент Кот-д’Армор. Входил в состав округа Сен-Бриё.
Код INSEE кантона — 2241. Всего в кантон Кентен входило 8 коммун, из них главной коммуной являлась Кентен.

## Коммуны кантона
| Коммуна     | Население, чел. (1999) | Почтовый индекс | Код INSEE |
| ----------- | ---------------------- | --------------- | --------- |
| Кентен      | 2 611                  | 22800           | 22262     |
| Ле-Вьё-Бур  | 608                    | 22800           | 22386     |
| Ле-Леле     | 113                    | 22800           | 22126     |
| Ле-Фёй      | 1 124                  | 22800           | 22059     |
| Плен-От     | 1 211                  | 22800           | 22170     |
| Сен-Бии     | 201                    | 22800           | 22276     |
| Сен-Брандан | 2 240                  | 22800           | 22277     |
| Сен-Жильда  | 257                    | 22800           | 22291     |

## Население
Население кантона на 2006 год составляло 8 833 человека.
| 1962 | 1968 | 1975 | 1982 | 1990 | 1999  | 2006  | 2007 |
| ---- | ---- | ---- | ---- | ---- | ----- | ----- | ---- |
| -    | -    | -    | -    | -    | 8 365 | 8 833 | -    |